# Gerdesius hoeferi
Espèce
Synonymes
- Huralvioides hoeferi Kury, 1995

Gerdesius hoeferi est une espèce d'opilions laniatores de la famille des Gerdesiidae.

## Distribution
Cette espèce est endémique d'Amazonas au Brésil. Elle se rencontre vers Manaus.

## Description
La carapace du mâle holotype mesure 2,07 mm de long sur 3,17 mm et l'abdomen 2,97 mm de long sur 5,03 mm.

## Systématique et taxinomie
Cette espèce a été décrite sous le protonyme Huralvioides hoeferi par Kury en 1995. Elle est placée dans le genre Gerdesius par Bragagnolo, Hara et Pinto-da-Rocha en 2015.

## Étymologie
Cette espèce est nommée en l'honneur de Hubert Höfer.

## Publication originale
- (en) Kury, « A review of Huralvioides (Opiliones, Gonyleptidae, Pachylinae) », Amazoniana, vol. 13, nos 3-4,‎ 1995, p. 315-323